# エトランゼ号

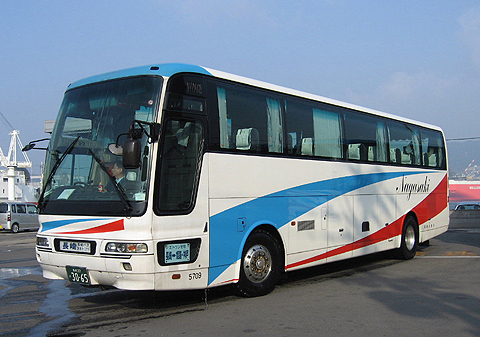
エトランゼ号 （長崎自動車）

エトランゼ号（エトランゼごう）は、かつて兵庫県神戸市・姫路市と長崎県長崎市を結んでいた夜行高速バス路線である。利用者減少により2011年5月末日を以って運行休止となった。

## 概要
京阪神地区と長崎を結ぶ高速バス路線3路線のうちの一つ（残り2つはオランダ号とロマン長崎号）。他の2路線が大阪発着・経由であるのに対し、神戸発着として差別化を図っていた。
「エトランゼ号」の愛称は長崎側の名称で、神戸側では神姫バスの夜行バスの統一名称「プリンセスロード号」で案内されていた（現在「プリンセスロード号」として運行される路線は唯一東京線がある）。発車オ〜ライネットや旅行会社の予約案内では「プリンセスロード・エトランゼ号」もしくは「エトランゼ・プリンセスロード号」と両者が併記されるケースもあった。

## 沿革
- 1990年10月11日 - 運行開始[1]。
- 2011年5月31日 - この日の出発便をもって運行休止。

## 詳細
以下は運行休止前（2011年5月31日）でのデータを記す。

### 運行会社・使用車両
- 長崎自動車
  - 担当営業所：松ヶ枝営業所
  - 日野・セレガまたは三菱ふそう・エアロクィーンIを使用していた。
- 神姫バス
  - 担当営業所：神戸営業所

### 運行経路・停車停留所
太字は停車停留所。兵庫県内および長崎県内のみの利用は不可。
三ノ宮駅 - 姫路駅 - 山陽自動車道 - 関門橋 - 九州自動車道 - 長崎自動車道 - 大村インター - 諫早インター - 打坂 - 道の尾 - 住吉 - 大橋 - ココウォーク茂里町 - 長崎駅前南口 - 大波止 - 長崎新地ターミナル
- ココウォーク茂里町は、乗車はバスセンター内、降車は国道沿い。
- 大村湾PAで休憩あり